# Galliano (Barberino di Mugello)
Galliano di Mugello è una frazione del comune italiano di Barberino di Mugello, nella città metropolitana di Firenze, in Toscana.
Si estende a ridosso dei monti Appennini e nel 2011 conta circa 1 000 abitanti. Il borgo, di origine antica, comprende il castello e la chiesa parrocchiale dedicata a san Bartolomeo.

## Storia

### Le origini e la famiglia Ubaldini
Le origini di Galliano sono strettamente connesse a quelle della famiglia degli Ubaldini, Il cui insediamento nel Mugello risale al 600 d.C. con le invasioni barbariche. Successivamente gli Ubaldini continuarono la loro espansione territoriale.
Nel 1010 il loro controllo si estendeva fino all'Appennino Tosco-Emiliano, tant'è che il territorio compreso fra la Sieve, il Mugello, ed il versante settentrionale oggi bolognese e romagnolo venne definito alpes Ubaldinorum.
Nel 1186 i figli di Ubaldino di Mugello e Greccio di Ottaviano, ratificarono l'atto che sanciva la divisione patrimoniale dei beni familiari. In questo contesto si ebbe la nascita dei tre rami distinti della famiglia: uno con sede a Galliano, uno a Senni e uno a Montaccianico.
La politica della famiglia si basava sulla detenzione di un potere assoluto su cose e persone come dimostra l'atto ufficiale del 25 novembre 1220 sancito da Federico II imperatore del Sacro Romano Impero.
Nonostante la presenza degli Ubaldini, la fondazione del borgo risale ai primi decenni dell'anno mille, ma è solo con il testamento di Ubaldo Ubaldini ai suoi figli che compare per la prima volta la dicitura "Borgum Gallani" oltre a quella di "castrum Gallani", ovvero di Castello. Il suddetto castello, oltre ad essere il primo edificio murato costruito a Galliano divenne la dimora fortificata della famiglia, denominata il “Palazzaccio”.
Il borgo è quindi sorto in epoca successiva rispetto al castello e in maniera probabilmente del tutto spontanea, quando alcuni vassalli decisero di avvicinarsi alla rocca dei signori, pensando di assicurarsi una maggiore protezione in caso di pericolo. Anche il nome Galliano si ritiene sia stato dato dagli stessi abitanti del paese. L'immagine del gallo si trovava infatti sopra una delle principali porte.
La ragione più evidente che può aver portato gli Ubaldini a Galliano, facendone fortificare il borgo, si ritrova nella sua posizione strategica rispetto ai loro stessi possedimenti e rispetto alle vie di comunicazione. Da questa zona si snoda il “passo dell'Osteria Bruciata”: la principale via di comunicazione fra la città di Firenze e il nord Italia, fino al 1306, quando vennero istituite nuove vie. L'unica testimonianza dell'esistenza dell'osteria in prossimità del passo è di Alfonso Parigi il Vecchio, il quale svolse un sopralluogo il 22 settembre 1585 per ricercarla.
L'importanza di questa strada non deriva soltanto dal fatto che sia stata percorsa da alcuni illustri personaggi, tra i quali Dante Alighieri nel 1286 e papa Gregorio X in occasione dei viaggi per il Concilio di Lione nel 1273 e nel 1275, ma anche dal fatto che si trattava di una delle principali fonti di reddito della famiglia visti i pagamenti dei vari pedaggi imposti ai viaggiatori.
Galliano era l'ultimo paese fortificato prima del lungo cammino per attraversare l'Appennino e quindi rappresentava un indispensabile punto di sosta per i viaggiatori. Infatti il paese fu dotato fin dall'inizio di un “hospitale”, ovvero di un luogo di ricovero per i viandanti sprovvisti di mezzi economici.
Un'altra delle cause che probabilmente portarono alla fondazione del borgo può essere ritrovata nel sempre più importante ruolo che l'agricoltura mugellana stava assumendo per la città di Firenze, grazie soprattutto alla posizione geografica della zona e alla scarsità delle derrate provenienti dalla pianura fiorentina.

### La struttura del borgo originario
Inizialmente il borgo presentava i caratteri tipici dei borghi fiorentini del 1200: era circondato da una cinta muraria in pietra voluta dalla famiglia Ubaldini ed era posto in posizione leggermente sopraelevata rispetto al territorio circostante. Sulla strada interna si affacciavano le abitazioni, tutte caratterizzate dalla forma stretta ed allungata, edificate realizzando due massicce pareti portanti 

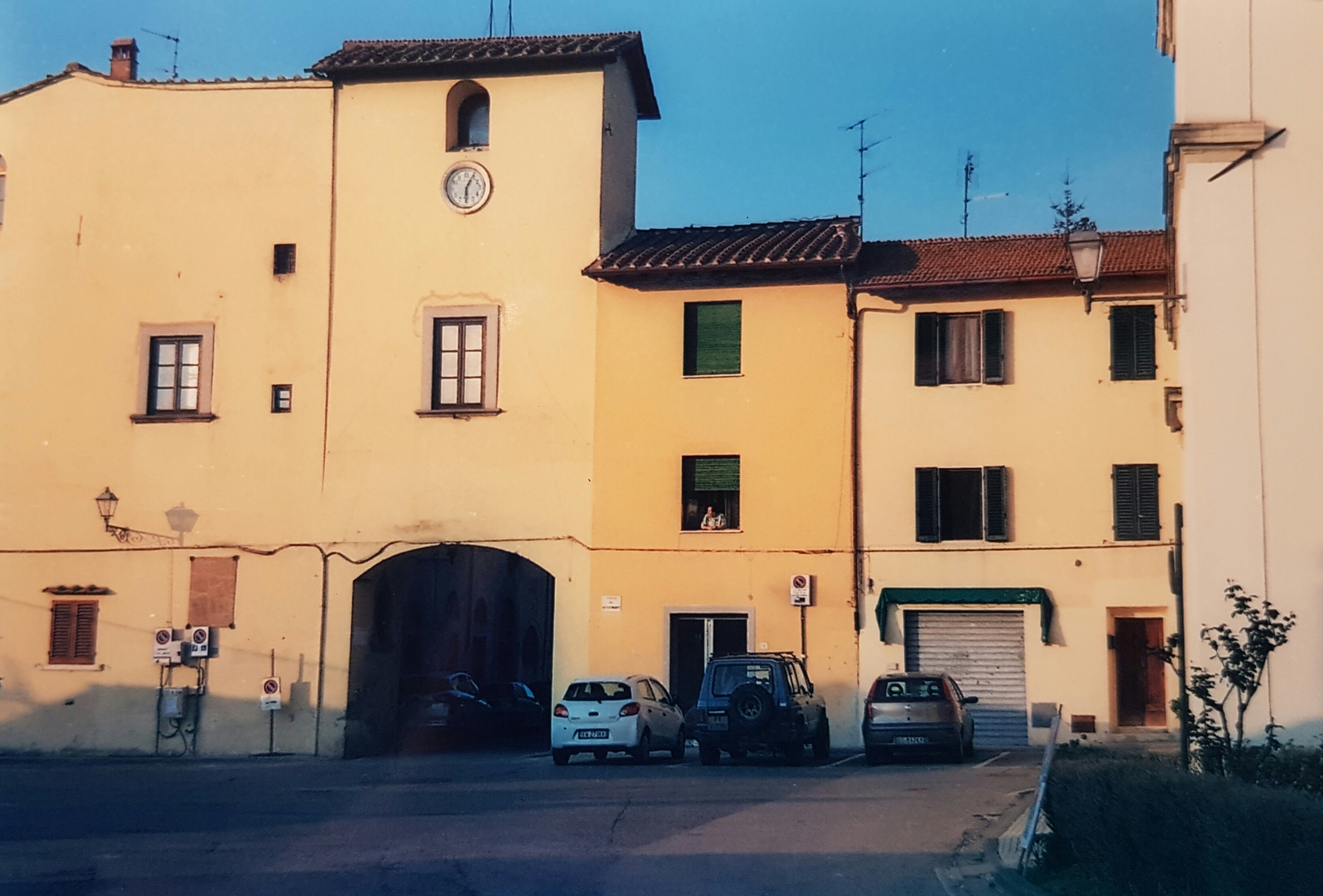
La Porta di Galliano in Corso Marco da Galliano

parallele in pietrame di fiume, con divisioni interne in legno.
Anche allora, come oggi, il paese si trovava fra il fiume Tavaiano e il torrente Sorcella. La vicinanza del centro abitato a due fonti d'acqua derivava sia dalla necessità degli abitanti del paese di bere e di lavarsi ma anche dalla possibilità di utilizzare l'acqua per azionare i mulini.
Gli Ubaldini, fin dalla formazione del paese, possedettero un'abitazione all'interno del borgo che veniva usata come casa di rappresentanza.
Fuori dalle mura, come in tutti i borghi fiorentini, venne edificata la chiesa. Sembra che nel 790 esistessero già due costruzioni religiose distinte: un monastero femminile ed una chiesa intitolata a San Pietro.
La tradizione vuole che la nuova chiesa sia stata inaugurata il 19 maggio 1163 da San Tommaso di Canterbury, il quale passò da Galliano durante la sua fuga verso Roma.

### La fine degli Ubaldini
Il primo momento di crisi del paese coincide con la riduzione del patrimonio della famiglia Ubaldini, vista la forte influenza che la famiglia esercitava sull'economia del posto.
La fine della grande fortuna di Galliano e degli Ubaldini si può far risalire all'ultimo decennio del Duecento, quando la città di Firenze iniziò a interessarsi seriamente ai territori mugellani. Gli Ubaldini non nutrirono mai una grande simpatia verso Firenze, visto soprattutto il comune interesse nel controllo territoriale. È facilmente comprensibile che una grande città come Firenze non accettasse una signoria indipendente nel territorio limitrofo.
Nel 1201 Firenze inviò a Galliano il Podestà Paganello de' Porcari con la speranza di riuscire a trovare un accordo che tutelasse i cittadini che transitavano in quelle zone. Venne firmato un atto nel quale gli Ubaldini si impegnavano a proteggere i cittadini fiorentini e a risarcirli nel caso in cui fossero stati depredati. Questo atto è la prova dell'importanza che il paese aveva assunto all'epoca. Ciononostante questo patto ebbe vita breve: dopo poco tempo i mercanti fiorentini ricominciarono ad essere depredati.
Gli stessi motivi portarono gli Uabldini ad inimicarsi anche la città di Bologna: nel 1276 il governo bolognese si lamentò pubblicamente dei feudatari Ubaldini, definendoli dei briganti.
Il ripetersi di questi episodi e il mancato rispetto dell'accordo costrinse Firenze a rispondere con le armi.
Quando il partito guelfo, governante a Firenze, si divise internamente nella fazione dei bianchi e in quella dei neri, la famiglia Ubaldini, ad eccezione di alcuni esponenti, si schierò contro i neri. Nel 1302 aderirono all'accordo di San Godenzo, il quale sanciva una lega che comprendeva gli esiliati bianchi, i ghibellini fiorentini e romagnoli, con le città di Pistoia e Bologna. Da ciò derivò uno scontro militare che portò le milizie fiorentine ad occupare il castello e la rocca della città di Galliano: dopo poco tempo gli Ubaldini riuscirono a riconquistare il castello e il paese. 
Nel 1306 si arrivò ad una svolta: Bologna cambiò improvvisamente schieramento e Pistoia cadde, portando in vantaggio Firenze.
In circa tre mesi i ghibellini fiorentini e romagnoli riuscirono a far crollare la fortezza di Montaccianico nella quale si erano rifugiati gli Ubaldini.
Nonostante gli accordi presi il paese di Galliano risentì della sconfitta. Dopo questo episodio alcuni membri della famiglia decisero di passare dalla parte dei guelfi neri, giurando fedeltà al comune fiorentino. Questa volta tennero fede alla parola data e riuscirono quindi ad evitare altri scontri.
Dopo la battaglia di Montaccianico si può definitivamente ritenere conclusa la signoria feduale degli Ubaldini nel Mugello.

### Il Trecento

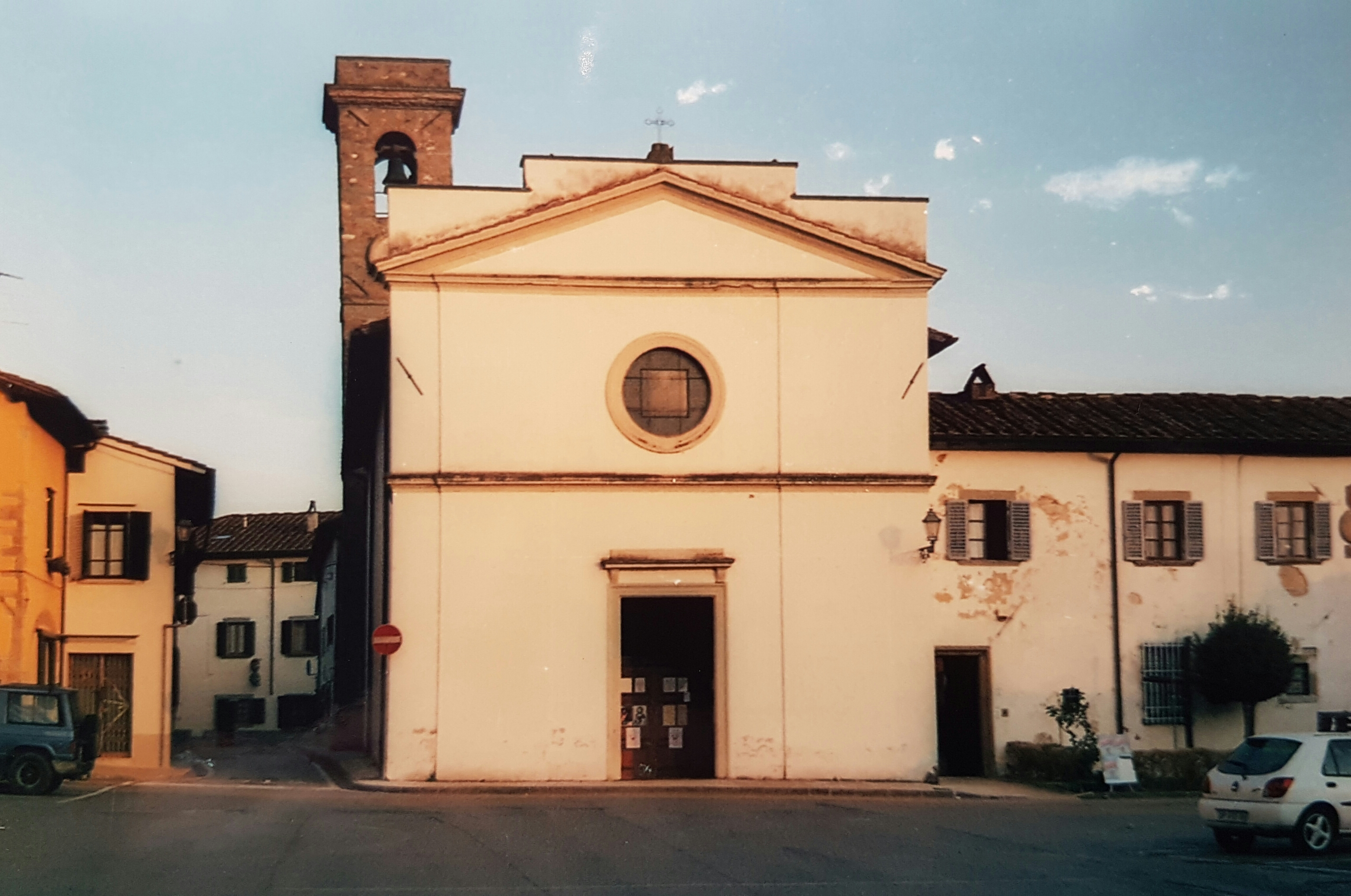
Pieve di San Bartolomeo in via della chiesa.

Il 29 aprile 1306 il Consiglio dei cento del comune di Firenze decise di fondare le due “Terre Nuove”: Castel San Barnaba (l'attuale Scarperia) e Firenzuola. Nonostante la vecchia strada dell'Osteria Bruciata fosse ancora denominata maestra in un elenco del 1318, i viaggiatori avevano abbandonato questo percorso a favore delle nuove vie.
Questa decisione fece sì che nel 1318 tutti i viaggiatori abbandonassero la strada dell'Osteria Bruciata, che passava nei pressi di Galliano, per usare la nuova via. Questo cambiamento di viabilità fece crollare le rendite degli Ubaldini. Galliano si ritrovò in un contesto marginale, dove vennero a mancare tutti i benefici portati dai viaggiatori di passaggio.
Nel 1351 i milanesi, diretti a Scarperia, conquistarono Galliano e altri paesi del Mugello, occupando il castello e saccheggiando le abitazioni e il circondario.
Le truppe fiorentine presenti a Scarperia riuscirono a respingere i Visconti e ad impedire l'assedio alla città di Firenze. Fu allora che il governo fiorentino, servendosi degli Ubaldini di Villanuova, decise di far abbattere la rocca e il castello gallianesi onde evitare che potessero tornare nuovamente utili ai nemici.
Nel 1364 però ci fu un altro passo indietro: Firenze si rese conto dell'errore commesso e decise di far totalmente riedificare sia il castello che la rocca, offrendo anche un risarcimento ai cittadini.
Durante i lavori di riedificazione Galliano fu anche riconosciuto come sede di un Comunello e nel 1376 fu inserito nel Piviere di Santa Reparata a Piemonte.

### Il Quattrocento: l'appoderamento, la famiglia Medici e il ritorno degli Ubaldini
A partire dalla metà del Quattrocento a Galliano si manifestò, come in tutto il Mugello, il fenomeno dell'appoderamento: le più grandi e ricche casate di Firenze decisero di acquistare grossi terreni nelle campagne circostanti a causa di una rinnovata vocazione agricola.
Nel territorio di Galliano nel giro di pochi decenni tutti i possedimenti terrieri passarono sotto il controllo dei grandi proprietari fiorentini tramite compra-vendita, baratto o addirittura semplice debito. I protagonisti di questo fenomeno furono principalmente i Medici, la potente famiglia fiorentina, che grazie a Piero, padre di Lorenzo il Magnifico, arrivò a possedere tutti i poderi e i terreni più redditizi. In questo contesto furono avviate le prime opere di modernizzazione e venne istituito il contratto di mezzadria.
La famiglia Medici investì anche in abitazioni oltre che in terreni e il primo commento scritto sulla città di Galliano è della figlia di Mastro Zanobi, collaboratore di Lorenzo de' Medici, che rimase piacevolmente colpita dalla bellezza del paesaggio e dal buon carattere degli abitanti.
Dalla fine del Quattrocento, quando la famiglia Medici fu costretta a cedere le proprie terre a causa dell'esilio, si ebbe una nuova ascesa degli Ubaldini, i quali riottennero parte delle vecchie terre, riuscendo a costruire anche la loro propria fattoria, insieme ad altri piccoli proprietari terrieri. Nacque così anche una nuova fase di espansione della cittadina di Galliano, dovuta anche alla divisione sia esterna che interna delle terre alle tre più grandi famiglie dell'epoca: gli Ubaldini, i Gerini e i Guidacci.

### Il Cinquecento

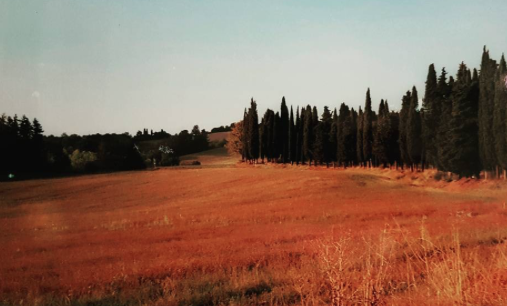
Via di Panna

L'interno del paese per tutto il Cinquecento non fu soggetto a investimenti né da parte della nobiltà né da parte della ricca borghesia fiorentina. Galliano, pertanto, rimase abitato soprattutto da lavoratori agricoli, contadini, piccoli artigiani e livellai, ovvero gli affittuari delle proprietà ecclesiastiche. È abbastanza probabile che a quel periodo risalga anche la nascita di una piccola manifattura tessile, come riportano alcune testimonianze.
La costruzione della fattoria Ubaldini a metà del Cinquecento portò un netto miglioramento all'economia rurale della zona. Si ebbe un cambiamento fondamentale nel sistema di controllo e gestione: i poderi non sarebbero stati più indipendenti e scollegati tra loro.
Con la nascita della fattoria si ebbe anche l'acquisto del mulino che portò un netto miglioramento all'economia del paese. Ogni podere della fattoria era composto da più appezzamenti di terreno, con la casa colonica posizionata centralmente, leggermente sopraelevata e vicina ad un corso d'acqua.
Per quanto riguarda la gestione, alcune fonti fanno pensare ad un'amministrazione di tipo unitario già nel 1580, quindi con netto anticipo rispetto a tutte le fattorie dell'epoca. Tutti i poderi erano condotti a mezzadria.
A partire dalla fine del Cinquecento la situazione alimentare di tutto il Mediterraneo subì una grave crisi, andando così ad aggravare le già precarie situazioni nelle campagne.
Anche Galliano risentì di questa situazione considerato che il governo granducale continuava ad imporre dazi e gabelle alle attività agricole e commerciali delle campagne. Questa situazione rimase pressoché invariata fino all'arrivo dei Lorena.
Coloro che non lavoravano erano costretti a darsi alla fuga o al banditismo.

### Il Seicento e il Settecento: la famiglia Torrigiani
Nel 1651 la spartizione del territorio nelle mani di tre grandi famiglie nobiliari: gli Ubaldini, i Gerini e i Guidacci, distrusse l'equilibrio interno del paese. Fu allora che la famiglia Torrigiani ereditò tutte le proprietà dei Guidacci. Il loro arrivo e la costruzione della loro fattoria portarono ad un nuovo assetto. I Torrigiani non avevano un passato glorioso o titoli nobiliari, ma ciononostante riuscirono ad ottenere un patrimonio tale da sostituire la vecchia nobiltà della Firenze granducale. Le origini di questa famiglia sono molto incerte: deve la sua fortuna ai Medici, ai quali rimasero fedeli anche nel periodo di crisi. Il loro arrivo a Galliano si deve al matrimonio fra Camilla Guidacci e Raffaello Torrigiani. Alla morte del fratello di lei, il 28 aprile 1650 i Torrigiani acquisirono il controllo e tutti i beni dei Guidacci, compresi quelli di Galliano. Inoltre nel 1645 quando il figlio di Camilla fu nominato arcivescovo a Ravenna, si ebbe un'altra grande espansione territoriale.
La famiglia Torrigiani, a differenza degli Ubaldini che non si erano mai ampliati sul territorio, aveva acquistato nuovi terreni dai Medici. Riuscì ad espandere i suoi territori anche verso gli Appennini, soprattutto nel periodo compreso fra il 1666 e il 1670. In questo periodo di espansione, inoltre, i Torrigiani non incontrarono grossa resistenza da parte degli altri proprietari terrieri, anche perché erano gli unici interessati ad una reale espansione. La fattoria Torrigiani di Galliano fu creata nel 1651, anche se fu continuamente modificata nel corso degli anni. Si può dire che Galliano, all'inizio del Settecento si presentava come un centro esclusivamente agricolo e fra il Cinquecento e il Settecento la vita si svolge in maniera piuttosto regolare.
Nella primavera del 1758 il fiume Tavaiano straripò in più punti, allagando parte del territorio.
Nel 1785 il Granduca Pietro Leopoldo soppresse tutte le corporazioni religiose della Toscana comprese le tre di Galliano. Le novità portate dalle nuove disposizioni dello Stato lorenese fecero sì che per la prima volta dalla fine della Signoria degli Ubaldini, gli abitanti del castello non avessero più il controllo diretto delle proprie magistrature, ma dovevano rimettersi a decisioni prese da organismi esterni. È a partire da questo momento, con Pietro Leopoldo, che si può far risalire il grande processo di trasformazione nell'odierno paese rurale. Le numerose innovazioni e le riforme sull'attività agricola riuscirono a "rompere gli equilibri" che si erano ormai consolidati negli anni. Una di queste importanti innovazioni fu la costruzione della strada Bolognese, la quale riportò movimento nelle vicinanze del paese.

### L'Ottocento

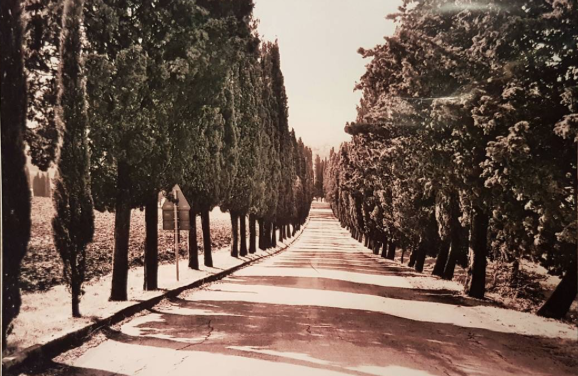
Via di Panna

Fino ai primi anni dell'Ottocento la popolazione gallianese era composta principalmente da contadini autonomi, proprietari di piccoli apprezzamenti di terreno e soprattutto carbonai. Nel 1804 con la morte di Giuseppe Ubaldini, la millenaria storia della famiglia ebbe termine. Il primo erede di Giuseppe Ubaldini, Giuseppe di Andrea Geppi passò tutti i beni al figlio Giovanni Andrea, il quale però non ebbe figli e così anche la casata dei Geppi si estinse. L'eredità passò quindi a Luigi Vaj, di nobile famiglia pratese, marito di Maria Luisa Geppi, l'ultima esponente della famiglia Geppi. Si ebbe in questo modo la nascita della casata dei Ubaldini Vaj-Geppi. La nuova famiglia padrone della fattoria si trovò subito a dover affrontare la questione della chiesa di San Bartolomeo che necessitava di manutenzione, viste le pessime condizioni in cui versava, e decise così di finanziarne la completa ricostruzione. Il nuovo edificio venne consacrato nel 1847 dal parroco Francalanci. Oltre alla chiesa, la nuova famiglia dei Vaj-Geppi si occupò di modificare e ristrutturare anche altri stabilimenti.
Le condizioni di vita degli abitanti, però, continuavano a peggiorare finché nel 1816-1817 si arrivò ad avere una grande epidemia di tifo petecchiale. Passata l'epidemia, il governo granducale favorì il diffondersi della coltivazione della patata nella speranza di sopperire al fabbisogno nutrizionale della popolazione. Nel 1818 l'epidemia fu definitivamente debellata e il paese ne uscì completamente modificato, sia per quanto riguarda l'agricoltura che per la struttura. Il governo infatti decise di promuovere ingenti lavori stradali tentando così di assorbire il flusso di braccianti proveniente dalla campagna.
Nel 1860 Galliano insieme a tutto il Mugello entra a far parte del nuovo Stato Italiano. Dal punto di vista amministrativo la situazione rimase uguale al periodo granducale, poiché Galliano fu confermato all'interno del territorio di Barberino di Mugello. Inoltre, considerato che i posti da consiglieri comunali erano occupati principalmente dai grandi proprietari terrieri della zona, che puntavano a difendere soltanto i loro interessi, non si ebbe nessun rilevante miglioramento socio-economico. Nel paese c'era un'aspettativa di vita alquanto bassa, gli abitanti non arrivavano a più di 75 anni e rappresentavano una piccola parte della popolazione. La mortalità infantile era diminuita rispetto al Cinquecento, creando così per la prima volta un incremento demografico. Gli abitanti erano particolarmente soggetti a malattie infettive, tra cui la pellagra. La zona del Mugello ne era particolarmente colpita a causa del consumo di granoturco avariato. L'inizio di un'altra difficile epoca per il paese può essere fatta risalire al 1883, quando una grande epidemia di vaiolo decimò la popolazione.

## Sport

### Calcio
La squadra locale è l' A.S.D. Gallianese, fondata nel 1964 e nella stagione 2019-2020 militante in Prima Categoria.

## Monumenti e luoghi d'interesse
- Pieve di San Bartolomeo
- Cappella della Madonna delle Grazie
- Palazzo Torrigiani
- Torre dell'orologio
- Mura di Galliano: resti